# Wintersun
Wintersun är ett metalband från Finland som spelar melodisk death metal med influenser från folk metal och klassisk heavy metal. Deras sångtexter kan beskrivas som melankoliska.
Bandet startades år 2004 av multi-instrumentalisten Jari Mäenpää som bestämt sig för att hoppa av Ensiferum. Jari spelade själv in alla instrument förutom trummorna på den första plattan, Wintersun. Det andra albumet betitlat "Time"  var kraftigt försenat men släpptes till slut den 10 oktober 2012 via Nuclear Blast. Det är det första av två album kallade "Time", det andra albumet (Time II) förväntades släppt någon gång under 2014, var ytterligare försenad.

## Medlemmar
Nuvarande medlemmar
- Jari Mäenpää – sång, gitarr, keyboard (2003– ), basgitarr (2004)
- Kai Hahto – trummor (2004– )
- Teemu Mäntysaari – gitarr (2004– )
- Jukka Koskinen – basgitarr (2005– )

Tidigare medlemmar
- Oliver Fokin – gitarr (2004)

Turnerande medlemmar
- Timo Häkkinen – trummor (2015– )
- Asim Searah – gitarr, bakgrundssång (2017– )
- Timo Häkkinen – trummor (2015–2016, 2017)
- Rolf Pilve – trummor (2017–2018)

## Diskografi
Demo
- 2004 – Winter Madness

Studioalbum
- 2004 – Wintersun
- 2012 – Time I
- 2017 – The Forest Seasons
- 2024 – Time II

Livealbum

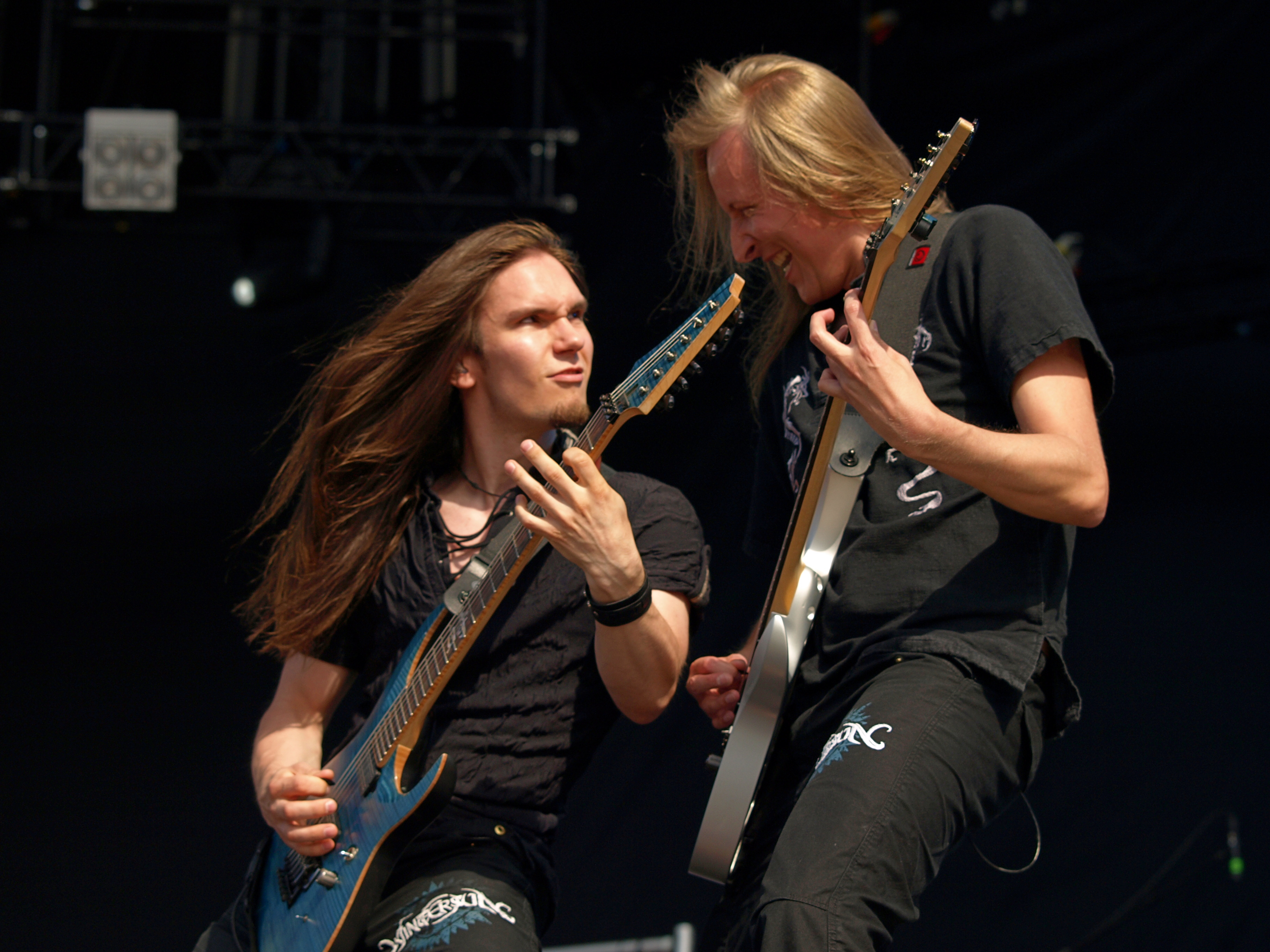
Wintersun live vid Tuska Open Air 2013.

- 2005 – Wintersun: Tour Edition (Wintersun (CD) + Live At Summer Breeze Open Air 2005 – Official Bootleg "Live & Raw" (DVD))[3]

Video
- 2006 – Live at Summer Breeze 2005 – Official Bootleg "Live & Raw" (DVD)[4][5]